# Fossaria modicella
Fossaria modicella is een slakkensoort uit de familie van de Lymnaeidae. De wetenschappelijke naam van de soort is voor het eerst geldig gepubliceerd in 1825 door Say.